# Молодой Скала
«Молодой Скала́» — американский телевизионный ситком, основанный на жизни рестлера и актёра Дуэйна Джонсона, также известного под прозвищем Скала. Сериал создан Нахнатчкой Кхан и Джеффом Чиангом, премьера состоялась на канале NBC 16 февраля 2021 года. Сериал получил в целом положительные отзывы критиков. В апреле 2021 года сериал был продлен на второй сезон. Праздничный специальный эпизод вышел в эфир 15 декабря 2021 года, предваряя премьеру второго сезона 15 марта 2022 года. В мае 2022 года сериал был продлен на третий сезон, премьера которого состоялась 4 ноября 2022 года.

## Сюжет
Действие сериала разворачивается в рамках истории, в которой Джонсон баллотируется в качестве кандидата на президентских выборах в США в 2032 году. В каждом эпизоде Джонсон участвует в интервью или другом разговоре, в результате которого он вспоминает историю из одного из трех периодов своей жизни (в отдельных эпизодах показаны все три периода). В первом сезоне Джонсон изображен десятилетним ребёнком на Гавайях; учеником средней школы в Пенсильвании; студентом колледжа и футболистом в Университете Майами.

## В ролях

### В главных ролях
- Дуэйн Джонсон — в роли самого себя
- Адриан Грулкс — в роли 10-летнего Джонсона
- Брэдли Констант — в роли 15-летнего Джонсона
- Ули Латукефу — в роли 18—20-летнего Джонсона
- Стейси Лейлуа — в роли Аты Джонсон, матери Дуэйна
- Джозеф Ли Андерсон — в роли Рокки Джонсона, отца Дуэйна
- Ана Туисила — в роли Лии Майвиа, бабушки Дуэйна, матери Аты
- Мэтью Уиллиг[6] — в роли Андре Гиганта.

## Список эпизодов

### Сезон 1 (2021)
| № общий | № в сезоне | Название                                                                       | Режиссёр       | Автор сценария              | Дата премьеры   |
| --- | ---------- | ------------------------------------------------------------------------------ | -------------- | --------------------------- | --------------- |
| 1 | 1          | «Работа над гиммиком» «Working the Gimmick»                                    | Нахнатчка Кхан | Джефф Чиан и Нахнатчка Кхан | 16 февраля 2021 |
| В 2032 году Дуэйн «Скала» Джонсон баллотируется на пост президента США. Чтобы доказать, что он похож на обычного американца, он даёт интервью Рэндаллом Парком. Джонсон вспоминает свою жизнь маленьким мальчиком на Гавайях, где его знаменитый отец Рокки Джонсон, рестлер, только что выиграл матч. Позже они идут в дом матери Рокки, чтобы поговорить с остальными членами семьи, к ужасу матери Джонсона. Затем Джонсон вспоминает свои подростковые годы в Пенсильвании, когда он пытался произвести впечатление на девушек, воруя и создавая видимость богатства, в то время как его родители с трудом зарабатывали на жизнь. Джонсон также вспоминает свои студенческие годы, когда он играл за команду «Майами Харрикейнс».                   |            |                                                                                |                |                             |                 |
| 2 | 2          | «Снова в пути» «On the Road Again»                                             | Дайна Рид      | Джефф Чиан и Нахнатчка Кхан | 23 февраля 2021 |
| Джонсон продолжает рассказывать о своем прошлом в интервью с Парком. Будучи старшеклассником в 1987 году в Пенсильвании, Джонсон продолжает лгать о своем богатстве, чтобы произвести впечатление на девушек, в частности на популярную девушку по имени Карен. Он приглашает её на свидание на матч по реслингу своего отца, но когда они приходят на матч, то понимают, что он проходит посреди блошиного рынка, где очень мало зрителей. Несмотря на то, что это событие немного смущает Джонсона, Карен находит это интересным и продолжает встречаться с ним. Тем временем мама Джонсона Ата общается с богатым клиентом, для которого она убирает дом.                                                                                            |            |                                                                                |                |                             |                 |
| 3 | 3          | «Вперед, вместе» «Forward, Together»                                           | Джеффри Уолкер | Джен Д'Анджело              | 2 марта 2021    |
| В разговоре с менеджером своей предвыборной кампании (в 2032 году) Джонсон начинает рассказывать о том, как резко изменилась жизнь, когда его отец стал знаменитым рестлером. Воспоминание: он и его семья узнают от бабушки, промоутера рестлинга, что она организует турнир по рестлингу на острове. Однако один из заявленных рестлеров отказывается от участия, утверждая, что его мать больна, но на самом деле ему предложил больше денег Грег Яо, другой рестлинг-промоутер. Рокки Джонсон также получает предложение от Яо, но Рокки боится, что его оставят в стороне от меняющегося бизнеса. Тем временем мама Джонсона, Ата, после того как ее подтолкнули к этому, решает сделать карьеру певицы на реалити-шоу, начав с пения в ресторане. |            |                                                                                |                |                             |                 |
| 4 | 4          | «Проверь голову» «Check Your Head»                                             | Джеффри Уолкер | Патрик Канг и Майкл Левин   | 16 марта 2021   |
| 5 | 5          | «Не разбивай мое сердце» «Don't Go Breaking My Heart»                          | Дайна Рид      | Эрик Дурбин                 | 23 марта 2021   |
| 6 | 6          | «Мой день с Андре» «My Day with Andre»                                         | Джеффри Уолкер | Дэвид Смитман               | 30 марта 2021   |
| 7 | 7          | «Джонсон и Хпокинс» «Johnson & Hopkins»                                        | Джеффри Уолкер | Эрик Дурбин                 | 6 апреля 2021   |
| 8 | 8          | «Мой ребенок пьет только хорошие напитки» «My Baby Only Drinks the Good Stuff» | Дайна Рид      | Эрик Ояма                   | 13 апреля 2021  |
| 9 | 9          | «Леди по имени Звездный поиск» «A Lady Named Star Search»                      | Джеффри Уолкер | Синди Фанг                  | 20 апреля 2021  |
| 10 | 10         | «Хорошее против великого» «Good vs. Great»                                     | Джеффри Уолкер | Эрик Ояма                   | 27 апреля 2021  |
| 11 | 11         | «День выборов» «Election Day»                                                  | Джеффри Уолкер | Джефф Чиан и Нахнатчка Кхан | 4 мая 2021      |

### Специальный выпуск (2021)
| № общий | № в сезоне | Название                                    | Режиссёр       | Автор сценария | Дата премьеры   |
| ------- | ---------- | ------------------------------------------- | -------------- | -------------- | --------------- |
| 12      | 1          | «Рождественская угроза» «A Christmas Peril» | Нахнатчка Кхан | Джен Д'Анджело | 15 декабря 2021 |

### Сезон 2 (2022)
| № общий | № в сезоне | Название                                                       | Режиссёр       | Автор сценария                               | Дата премьеры  |
| ------- | ---------- | -------------------------------------------------------------- | -------------- | -------------------------------------------- | -------------- |
| 13      | 1          | «Беспрецедентное отцовство» «Unprecedented Fatherhood»         | Нахнатчка Кхан | Джефф Чиан и Нахнатчка Кхан                  | 15 марта 2022  |
| 14      | 2          | «Семь долларов» «Seven Bucks»                                  | Джеффри Уолкер | Эрик Дурбин                                  | 22 марта 2022  |
| 15      | 3          | «В твоей крови» «In Your Blood»                                | Джеффри Уолкер | Синди Фанг                                   | 29 марта 2022  |
| 16      | 4          | «В темноте» «In the Dark»                                      | Чери Ноулан    | Эрик Зиобровски                              | 5 апреля 2022  |
| 17      | 5          | «Что за бизнес?» «What Business?»                              | Джеффри Уолкер | Патрик Канг и Майкл Левин                    | 12 апреля 2022 |
| 18      | 6          | «Поцелуй и освобождение» «Kiss and Release»                    | Джеффри Уолкер | Дэвид Смитман                                | 19 апреля 2022 |
| 19      | 7          | «Понимание» «An Understanding»                                 | Чери Ноулан    | Джен Д'Анджело                               | 26 апреля 2022 |
| 20      | 8          | «Корпус Кристи» «Corpus Christi»                               | Джеффри Уолкер | Хирам Гарсия, Брайан Гевиртц и Дуэйн Джонсон | 3 мая 2022     |
| 21      | 9          | «За сценой Brawl-B-Q» «Backyard Brawl-B-Q»                     | Джеффри Уолкер | Лора МакКрири                                | 10 мая 2022    |
| 22      | 10         | «Кодекс Рокки» «Rocky's Code»                                  | Чери Ноулан    | Эрик Дурбин                                  | 17 мая 2022    |
| 23      | 11         | «Чтобы подняться, нужно упасть» «You Gotta Get Down to Get Up» | Джеффри Уолкер | Патрик Канг и Майкл Левин                    | 24 мая 2022    |
| 24      | 12         | «Пусть народ решает» «Let the People Decide»                   | Джеффри Уолкер | Синди Фанг и Дэвид Смитман                   | 24 мая 2022    |

### Сезон 3 (2022—2023)
| № общий | № в сезоне | Название                                                               | Режиссёр         | Автор сценария              | Дата премьеры   |
| ------- | ---------- | ---------------------------------------------------------------------- | ---------------- | --------------------------- | --------------- |
| 25      | 1          | «Ты нужен людям» «The People Need You»                                 | Нахнатчка Кхан   | Джефф Чиан и Нахнатчка Кхан | 4 ноября 2022   |
| 26      | 2          | «Рокки отстой» «Rocky Sucks»                                           | Кристин Гернон   | Лора МакКрири               | 11 ноября 2022  |
| 27      | 3          | «На канатах» «On the Ropes»                                            | Кристин Гернон   | Дэвид Смитиман              | 18 ноября 2022  |
| 28      | 4          | «Ночь Чи-Чи» «Night of the Chi-Chi's»                                  | Крис Кох         | Синди Фанг                  | 2 декабря 2022  |
| 29      | 5          | «Пять дней» «Five Days»                                                | Анжела Торту     | Эрик Зиобровски             | 9 декабря 2022  |
| 30      | 6          | «Дуанта Клаус» «Dwanta Claus»                                          | Анжела Торту     | Джен Д'Анджело              | 16 декабря 2022 |
| 31      | 7          | «Мировая федерация тихоокеанского рестлинга» «World Pacific Wrestling» | Дэвид Катценберг | Патрик Канг и Майкл Левин   | 6 января 2023   |
| 32      | 8          | «Становиться сильнее» «Going Heavy»                                    | Кит Пауэлл       | Джефф Члебас и Сара Гаффар  | 13 января 2023  |
| 33      | 9          | «Все уходит корнями в детство» «It All Goes Back to Childhood»         | Эрика Ояма       | Дэвид Смитиман              | 20 января 2023  |
| 34      | 10         | «Однажды в...» «Once Upon a Time In...»                                | Лора МакКрири    | Синди Фанг                  | 3 февраля 2023  |
| 35      | 11         | «Знай свою роль» «Know Your Role»                                      | Нахнатчка Кхан   | Эрик Зиобровски             | 10 февраля 2023 |
| 36      | 12         | «Грудь к груди» «Chest to Chest»                                       | Джефф Чианг      | Патрик Канг и Майкл Левин   | 17 февраля 2023 |
| 37      | 13         | «Подвесные потолки» «False Ceilings»                                   | Нума Перье       | Эрик Дурбин                 | 24 февраля 2023 |

## Отзывы
На сайте Rotten Tomatoes первый сезон имеет рейтинг 90 % на основе 31 рецензии, со средней оценкой 7,70/10. По мнению критиков сайта, «„Молодой Скала“, за которым стоит прекрасный ансамбль, — это очаровательный взгляд за занавес детства Дуэйна Джонсона и дикого мира рестлинга». На Metacritic средний взвешенный балл 66 из 100 на основе 18 критических оценок, что означает «в целом благоприятные отзывы».